# Louis Duchesne
Louis Marie Olivier Duchesne (13 de septiembre de 1843 - 21 de abril de 1922) fue un sacerdote francés, filólogo, profesor e historiador crítico del cristianismo y de la liturgia católica y de sus instituciones.

## Datos biográficos

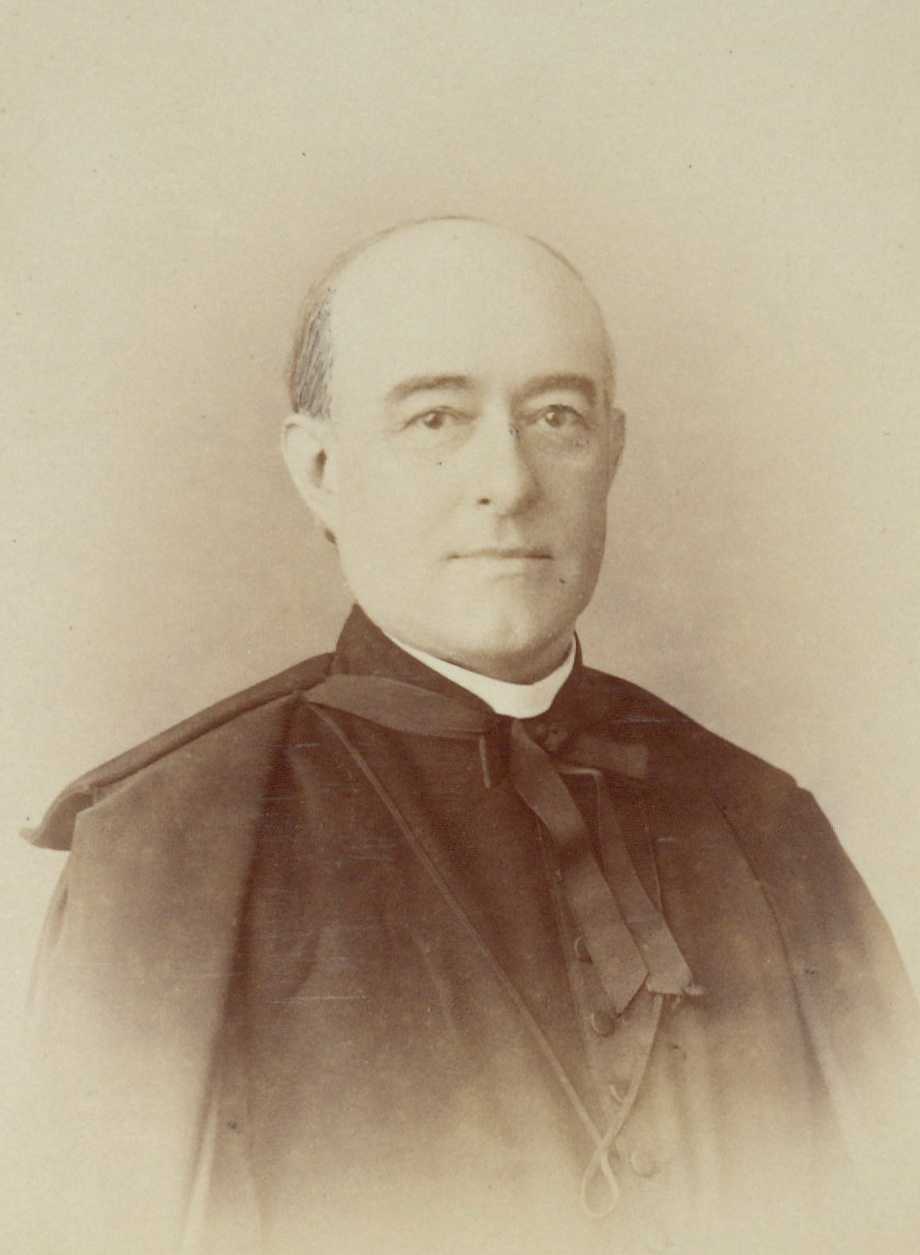
Louis Duchesne

Era descendiente de una familia de marineros bretones. Tras la muerte de su padre Jacques Duchesne, quedó huérfano en 1849. Fue hermano de Jean Baptiste quien se instaló en Oregón. 
Fue ordenado sacerdote en 1867.
Enseñó durante muchos años en Saint-Brieuc para más tarde estudiar en París y en Roma (1873-1876).
Aficionado a la arqueología visita Monte Athos, Siria y Asia Menor, despertando estos hallazgos su interés por la historia antigua de la Iglesia católica.
En 1877 obtuvo la cátedra de historia eclesiástica que desempeña hasta 1883.
Miembro de la Academia Francesa en 1910, ocupando la silla número 36.
Director del Instituto Francés de Arqueología Oriental de El Cairo en 1912.
Fue nombrado comendador de la Legión de Honor.

## Modernismo

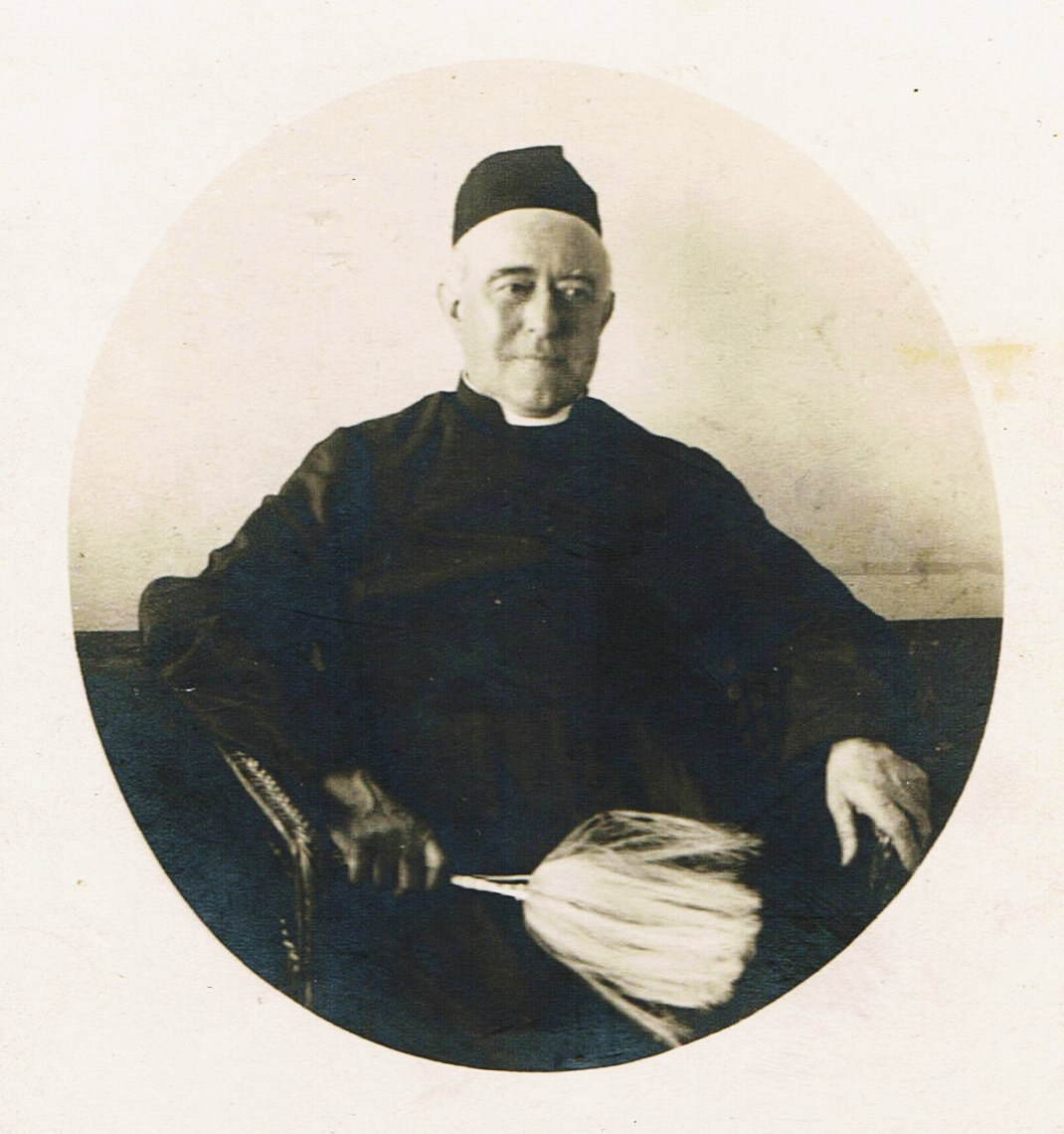
Louis Duchesne, director del Institut Français d'Archéologie Orientale du Caire, en 1912.

Enseñó en la Ecole Pratique des Hautes, donde influyó a Alfred Loisy, uno de los fundadores del Modernismo teológico, movimiento condenado formalmente bajo el pontificado de Pío X en la encíclica Pascendi dominici gregis.
En 1887 publicó las conclusiones  de sus tesis, seguida de la primera edición crítica completa de la Liber Pontificalis o Libro de los papas, una compilación de reseñas biográficas de los primeros papas, desde san Pedro hasta Esteban V.
En su trabajo plantea desde un punto de vista crítico métodos modernos a la historia de la Iglesia, que unen arqueología y topografía para complementar conocimientos literarios para encuadrar  los eventos eclesiásticos con los contextos de la historia social. 
El Abad Duchesne estaba en correspondencia constante con  historiadores de ideas afines, como eran los bolandistas, un grupo de colaboradores jesuitas que prosigue la obra hagiográfica iniciada en el siglo XVII por el sacerdote Jean Bolland (1596-1665) en Amberes, dedicada a la recopilación de todos los datos posibles sobre los santos católicos.
También escribió Les Sources du martyrologe hyéronimien, Origines du culte chrétien, Fastes épiscopaux de l'ancienne Gaule y Les Premiers temps de l'État pontifical.
En 1906 publica  su  Histoire ancienne de l'Église, obra que fue  considerada modernista pasando a formar parte del Índice de libros prohibidos (Index librorum prohibitorum) en 1912.
Desde Roma, Duchesne y Friedrich von Hügel (1852-1925) difundieron las ideas de George Tyrrell (1861-1909), que como las de Alfred Loisy (1857-1940) influyeron en Romolo Murri, líder de la Democracia Cristiana, posibilitando la confluencia de estas doctrinas con las posiciones de liberalismo católico.